# Horta (stacja metra)
Horta - stacja metra w Barcelonie na linii 5. Stacja została otwarta w 1967.